# سورتمه‌رانی

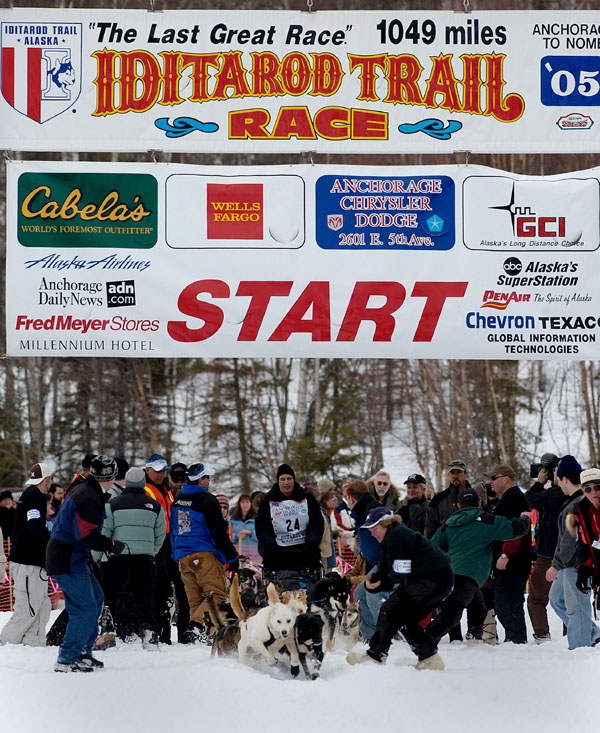
مسابقات سورتمه‌رانی در سال ۲۰۰۵

سورتمه‌رانی، نوعی ورزش و مسابقهٔ زمستانی است که توسط یک سورتمه که توسط چند سگ مخصوص سورتمه همانند هاسکی آلاسکایی و سیبرین هاسکی کشیده می‌شوند، انجام می‌شود. این رشتهٔ ورزشی بیشتر در مناطق برفی همچون سیبری و آلاسکا انجام می‌شود.